# Anton Pannekoek

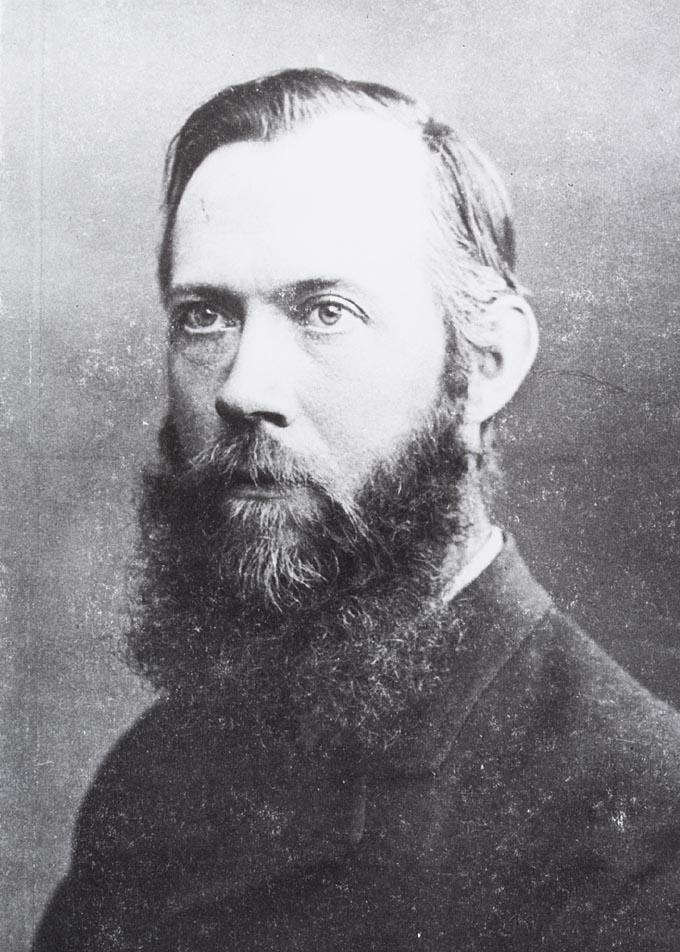
Anton Pannekoek, 1908

Anton Pannekoek (* 2. Januar 1873 in Vaassen; † 28. April 1960 in Wageningen) war ein niederländischer Astronom, Astrophysiker und Theoretiker des Rätekommunismus.

## Leben
Anton Pannekoek studierte in den Jahren 1891 bis 1895 Astronomie an der Universität Leiden. Im Anschluss war er für das dortige Observatorium tätig und promovierte 1902.

### Mitarbeit in der sozialistischen und in der rätekommunistischen Bewegung
Während seines Studiums begann er sich mit dem Marxismus und der Philosophie Josef Dietzgens zu beschäftigen. Darüber kam er in Kontakt zur „Nieuwe Tijd-groep“ („Gruppe neue Zeit“) in Leiden und wurde Mitglied. Ab 1900 begann Pannekoek, zwischenzeitlich Mitglied der SDAP geworden, publizistisch tätig zu werden. Seine Artikel erscheinen übersetzt auch in der Neuen Zeit von Karl Kautsky und der Leipziger Volkszeitung unter Franz Mehring. 1904 war er gezwungen, seine politische Arbeit in den Niederlanden einzustellen.
Pannekoek übersiedelte 1906 nach Deutschland, trat in die SPD ein und war als Dozent an der Parteischule der SPD in Berlin tätig. Nachdem ihm diese Tätigkeit 1907 bei Androhung der Ausweisung untersagt wurde, arbeitete Pannekoek im Parteiarchiv und schrieb für diverse Parteizeitungen. Er war auf den Parteikongressen der SPD in Essen (1907), Nürnberg (1908), Magdeburg (als Mitglied der Bremer Delegation, 1910), Jena (1911), Chemnitz (1912) und Jena (1913) anwesend. Zusätzlich schrieb Pannekoek aus dem Exil weiterhin für De Tribune der niederländischen SDP (einer Linksabspaltung der SDAP), deren Mitglied er seit 1909 war. Ab 1909 wurde Pannekoek Herausgeber der Publikationen der niederländischen SDP, die vorwiegend in Deutschland gedruckt wurden. Im Zuge dessen entwickelte sich eine enge Freundschaft mit Herman Gorter. Die beiden arbeiteten in der SDP mit Henriette Roland Holst zusammen. Im Folgejahr wurde Pannekoek als Schulungsleiter der SPD nach Bremen berufen und begann für die Bremer Bürger-Zeitung, später Arbeiterpolitik zu schreiben. Dabei lernte er Johann Knief kennen und es entwickelte sich ein reger intellektueller Austausch. Er wurde der intellektuelle Kopf der Bremer Linksradikalen. Bereits im Zuge der Massenstreikdebatte hatte Pannekoek revolutionäre Vorstellungen verteidigt und gegen den Reformismus in der SPD agitiert. Während dieser Debatte, in der sich die Spaltung der Sozialdemokratie abzeichnete, zerbrach die Freundschaft mit Karl Kautsky.
Mit dem Ausbruch des Ersten Weltkrieges kehrte Pannekoek in die Niederlande zurück und war in der Folgezeit als Dozent in Helmond und Amsterdam tätig. Gleichzeitig erschienen Artikel von ihm in der Berner Tagwacht (Schriftleitung Robert Grimm), Lichtstrahlen (Schriftleitung Julian Borchardt) und Arbeiterpolitik (Schriftleitung Johann Knief). Pannekoek war ab 1917 Vertreter des Rätekommunismus, der den Parlamentarismus, die Mitarbeit in Gewerkschaften ebenso wie die Diktatur einer Partei ablehnte. In der Sozialismusdiskussion nach 1917 entwickelte sich Pannekoek zum entschiedenen Gegner des „demokratischen Zentralismus“, der von den russischen Bolschewiki unter Lenin vertreten wurde. 1918 wurde er Mitglied der Communistische Partij van Nederland (CPN) deren Mitglied er bis 1921 blieb, danach trat er deren Linksabspaltung Kommunistische Arbeiterpartei der Niederlande (KAPN) bei. Dabei arbeitete er eng mit Herman Gorter zusammen und hatte weiterhin engen Kontakt nach Deutschland und publizierte unter dem Namen Karl Horner in der Kommunistischen Arbeiterzeitung-Bremen, nach der Spaltung der KPD auf dem Heidelberger Kongress in der Proletarier der KAPD.
Pannekoek hatte mit seinen Artikeln erheblichen Einfluss auf die rätekommunistische Bewegung in den Niederlanden und in Deutschland. 1921 zog er sich jedoch zunächst aus dem politischen Tagesgeschehen weitestgehend zurück und beteiligte sich bis 1927 nicht an den Debatten der organisatorisch immer stärker zersplitternden rätekommunistischen Bewegung. 1927 trat er, vermittelt über Henk Canne Meijer, mit welchem er bis zu seinem Tod eng zusammenarbeite, mit der im gleichen Jahr gegründeten „Groepen van Internationale Communisten“ (GIC) in Kontakt und prägte deren politischen Ansatz – ohne formal Mitglied zu sein und ohne sich an unmittelbaren politischen Aktivitäten zu beteiligen – durch seine theoretischen Werke und Diskussionsbeiträge. 1936 traf Pannekoek darüber hinaus mit Paul Mattick zusammen, mit welchem sich eine Zusammenarbeit entwickelte.
1938 veröffentlichte er sein Werk Lenin als Philosoph unter dem Namen John Harper. Während des Zweiten Weltkrieges arbeitete Pannekoek an seinem Buch Arbeiterräte, das 1946 unter dem Pseudonym P. Aartsz in zwei Teilen veröffentlicht wurde. Die Fertigstellung des Manuskriptes war mühsam, da während der Schlacht um Arnheim im Jahre 1944 Pannekoeks Archiv größtenteils verbrannt war. In den Folgejahren blieb Pannekoek seinen Überzeugungen treu und korrespondierte u. a. mit Cornelius Castoriadis, veröffentlichte aber nur noch sehr wenige Artikel.

### Astronom

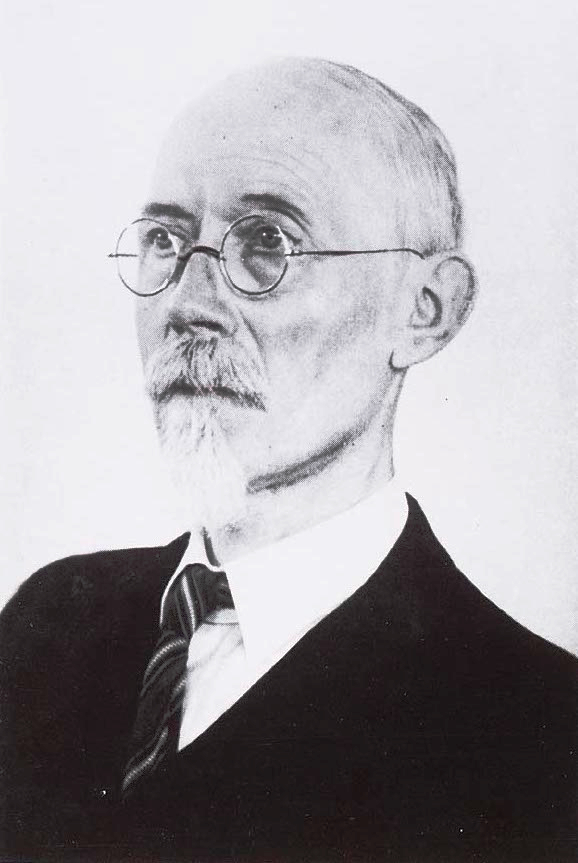
Anton Pannekoek, zwischen 1950 und 1960

Pannekoek studierte an der Universität Leiden und wurde dort 1902 mit der Schrift Untersuchungen über den Lichtwechsel Algols bei Hendricus Gerardus van de Sande Bakhuyzen promoviert.
Er war Direktor des Astronomischen Instituts der Universiteit van Amsterdam. Er arbeitete über die Sternverteilung in der Milchstraße und deren Struktur, über Sternentstehung, veränderliche Sterne und Sternspektren. Weiterhin befasste er sich mit der Geschichte der Astronomie, wobei er 1916 und 1917 zwei grundlegende Arbeiten zur babylonischen Astronomie veröffentlichte. 1925 wurde er zum Extraordinarius ernannt, 1932 zum Ordinarius. Er reiste weite Strecken, um Sonnenfinsternisse zu beobachten. Auf Java (damals Niederländisch-Indien) erstellte er 1926 eine Karte des Südsternhimmels.
Pannekoek schrieb seit 1944 seine Lebenserinnerungen auf. Am 28. April 1960 verstarb Anton Pannekoek in Wageningen. Seine Autobiographie Herinneringen (Erinnerungen) erschien erst 22 Jahre später in den Niederlanden.

## Ehrungen
Sein Wirken als Astronom wurde nach seinem Tod durch die Benennung des Astronomischen Instituts der Universität von Amsterdam mit seinem Namen gewürdigt. 1925 wurde er zum Mitglied der Königlich-Niederländischen Akademie der Wissenschaften gewählt. 1936 wurde er Ehrendoktor der Harvard University. 1951 wurde er mit der Goldmedaille der Royal Astronomical Society ausgezeichnet.
Nach Anton Pannekoek ist der Asteroid (2378) Pannekoek und der Mondkrater Pannekoek benannt worden.

## Werke (Auswahl)
- Unter dem Pseudonym „K. Horner“: Sozialdemokratie und Kommunismus. Hamburg C. Hoym Nachf, 1920.
- Unter dem Pseudonym „John Harper“: Lenin als Philosoph, 1938.
  - Deutsche Ausgabe: Lenin als Philosoph, herausgegeben von Alfred Schmidt. Frankfurt am Main: Europäische Verlagsanstalt, 1969.
- Unter dem Pseudonym „P. Aartsz“: Worker's Councils, 1947.
  - Neuauflage: Worker's Councils, AK Press 2003, ISBN 1-902593-56-1.
- A History of Astronomy, New York: Dover Publ., 1989 (zuerst niederländisch Amsterdam 1951, englisch Allen and Unwin 1961)
- Marxistischer Anti-Leninismus (zusammen mit Diethard Behrens und Paul Mattick). Freiburg: ça-ira Verl., 1990. ISBN 3-924627-22-3
- Neubestimmung des Marxismus 1, Diskussion über Arbeiterräte, Einleitung Cajo Brendel: Karin Kramer Verlag, 1974
- Arbeiterräte. Texte zur sozialen Revolution. Fernwald (Annerod): Germinal Verlag, 2008. ISBN 978-3-88663-490-3